# Stancyja Zakrucіn
Stancyja Zakrucіn (biał. Станцыя Закруцін; ros. Станция Закрутин, Stancyja Zakrutin) – wieś na Białorusi, w obwodzie brzeskim, w rejonie małoryckim, w sielsowiecie Wielkoryta.
Znajduje się tu stacja kolejowa Zakrucin, wokół której powstała miejscowość. W pobliżu zlokalizowany jest przystanek kolejowy Barawaja. Oba obiekty położone są na linii Chocisław – Brześć.

## Historia
Miejscowość oficjalnie została wyodrębniona w 2017, jednak osada przy stacji kolejowej Zakrucin istniała już wcześniej.